# Arbeitsgemeinschaft Gruppenpsychotherapie und Gruppenanalyse
Die Arbeitsgemeinschaft Gruppenpsychotherapie und Gruppenanalyse (AGG) ist ein Zusammenschluss von Gruppenanalytikern, die in unterschiedlichen Berufsfeldern ambulant und stationär therapeutisch und an Universitäten in Lehre und Forschung tätig sind. Ihnen dient als gemeinsamer Bezugspunkt die wissenschaftliche Ausrichtung und Erfahrung mit dem integrativen Modell des Arbeitens mit Gruppen, wie es mit dem Göttinger Modell für die Gruppenpsychotherapie in den frühen 1970er Jahren von Franz Heigl und Annelise Heigl-Evers entwickelt wurde.

## Geschichte
Bis 2016 trug die AGG den Namen Arbeitsgemeinschaft für die Anwendung der Psychoanalyse in Gruppen. Entstanden ist sie am Krankenhaus Tiefenbrunn bei Göttingen, in dem für unterschiedliche Gruppen von Patienten unterschiedliche Formen des Arbeitens in Gruppen entwickelt worden waren. Eine enge Verbindung bestand zur Universität Göttingen, zunächst über die Forschungsstelle für Gruppenpsychotherapie unter der Leitung von Annelise Heigl-Evers, später über die Abteilung für klinische Gruppenpsychotherapie unter der Leitung von Karl König. Heigl-Evers und ihr Ehemann verbanden zunächst sozialpsychologische und gruppendynamische Konzepte mit den Ideen der Philosophin und Soziologin Hannah Arendt und Konzepten der Gruppenpsychotherapeuten Walter Schindler, Raoul Schindler sowie Ruth Cohn, der Begründerin der Themenzentrierten Interaktion. Damit wurde der Grundstein für das Göttinger Modell gelegt und eine überregionale Ausbildung in der Leitung von Gruppen mit Selbsterfahrung, der Beobachtung von Patientengruppen und Theorieseminaren begonnen. Im Juli 1972 fand im Krankenhaus Tiefenbrunn das erste Fortbildungsseminar statt. Dabei wurde differenziert in „therapeutisches Arbeiten mit psychoanalytischer Gruppenpsychotherapie“, „psychoanalytisch orientierte (tiefenpsychologisch fundierte) Gruppenpsychotherapie“ und „psychoanalytisch-interaktionelle Gruppentherapie“.
Viele von der AGG ausgebildete Psychotherapeuten übernahmen in den 1970er Jahren vor allem im Bereich der stationären Psychotherapie neue Positionen und trugen das Konzept und die Ideen des Göttinger Modells in unterschiedlicher Form weiter. Es folgten Differenzierungen für verschiedene Krankheitsbilder und Arbeitsbedingungen, insbesondere für Schmerz- und somatoforme Störungen, Suchterkrankungen, Persönlichkeitsstörungen und diverse Formen struktureller Störungen im stationären, teilstationären und ambulanten Bereich.
Die Mitglieder der Arbeitsgemeinschaft nehmen an den wissenschaftlichen Aktivitäten der einschlägigen Fachgesellschaften teil und gestalten sie mit. Es war dies bis zu seiner Auflösung der Deutsche Arbeitskreis für Gruppenpsychotherapie und Gruppendynamik (DAGG) und ist seitdem unter anderem die Deutsche Gesellschaft für Gruppenanalyse und Gruppenpsychotherapie (D3G).

## Tätigkeit
Mit den zweimal im Jahr angebotenen, sogenannten Göttinger Gruppenpsychotherapiewochen wendet sich die Arbeitsgemeinschaft mit einem Fortbildungsangebot an ausgebildete Gruppenpsychotherapeuten, die vertiefende Fertigkeiten erwerben wollen, aber auch an andere Berufsgruppen, die in der psycho-sozialen Versorgung tätig sind.

„Die Göttinger Gruppenpsychotherapiewochen richten sich an Menschen, die ihr Wissen und ihre Kompetenzen im Arbeiten mit Gruppen von Erwachsenen, Jugendlichen und Kindern erweitern möchten – in stationärer, teilstationärer und ambulanter Psychotherapie, in sozialer Arbeit und Pädagogik, Beratung, Supervision und in der Aus- und Fortbildung.“

Die AGG vermittelt neben ihrem Angebot von Fort- und Weiterbildungen Selbsterfahrung und Supervision in Gruppen, Theorien und Techniken der Gruppenpsychotherapie und Gruppenanalyse und für unterschiedliche Gruppen und Gruppensettings differenzierte Methoden zur Leitung von Gruppen. Darüber hinaus stellt sie eine umfangreiche Liste weiterführender Literatur zur Verfügung.
Vergleichbare Ausbildungen werden vom Institut für Gruppenanalyse in Heidelberg, dem Gruppenanalyse-Seminar in Gießen und durch die Internationale Arbeitsgemeinschaft für Gruppenanalyse (IAG) in Altaussee angeboten.

## Geschäftsstelle und Vorstand
Die Geschäftsstelle der Arbeitsgemeinschaft befindet sich in Göttingen und wird geleitet von Andreas Dally und Ole Falck.

## Weiterentwicklungen
Das Göttinger Modell wird durch die AGG stetig mit neuen Entwicklungen der Psychotherapieforschung und ihren Bezugswissenschaften weiterentwickelt. Ziel ist es, die Kompetenz von Gruppenleitern im Sinne einer „Variabilität mit Konzept“ zu optimieren. Die AGG beschreibt sich als forschungsorientiert, integrativ und offen für Anregungen anderer Modelle und Therapieschulen.

„In den letzten Jahren sind insbesondere Erkenntnisse und Erfahrungen aus der psychoanalytischen Entwicklungspsychologie (z. B. D. Stern und die Erfahrungen der Boston Change Process Study Group), der Beschäftigung mit dem symbolischen Interaktionismus und der damit verbundenen qualitativen Forschung aufgegriffen worden.“

Das Konzept wird in Akut- und Reha-Kliniken zur Behandlung psychosomatischer und Abhängigkeitserkrankungen eingesetzt und bewährt sich ebenfalls als entwicklungsförderndes Vorgehen in der Arbeit mit Kindern und Jugendlichen. Es gibt eine enge Kooperation mit dem Gesamtverband für Suchthilfe (GVS) zur Weiterbildung zum Sozialtherapeuten (Sucht).